# Angela Gossow
Angela Nathalie Gossow, född 5 november 1974 i Köln, är en tysk metalsångerska. Hon var frontfigur i det svenska melodisk death metal-bandet Arch Enemy mellan 2001 och 2014.
Gossow är en av få kvinnliga sångare inom metal som använder growl-teknik som dominerande sångstil. Hon är mezzosopran och använder fickbanden, även kallade de falska stämbanden, när hon growlar. Hennes huvudinfluenser är Jeff Walker från Carcass, David Vincent från Morbid Angel, Chuck Billy från Testament, John Tardy från Obituary, Chuck Schuldiner från Death, Dave Mustaine från Megadeth samt Rob Halford från Judas Priest. Hon var tidigare sångerska i bandet Asmodina, som 1997 släppte albumet Inferno. Hon har även sjungit på tre demoalbum med bandet Mistress. Gossow är vegetarian sedan tidig uppväxt.
Arch Enemy spelade på Metaltown och Sonisphere 2011.
Gossow har ett managementbolag ihop med Michael Amott sedan 2008. När hon slutade som sångerska i Arch Enemy berättade hon att hon skulle fortsätta sköta bandets affärer och satsa på att bli artistmanager för fler.

## Diskografi
Album med Arch Enemy
- 2001 – Wages of Sin
- 2003 – Anthems of Rebellion
- 2004 – Dead Eyes See No Future
- 2005 – Doomsday Machine
- 2007 – Rise of the Tyrant
- 2009 – The Root of All Evil
- 2011 – Khaos Legions

Album med Mistress
- 1998 – Promo (utan titel)
- 1999 – Worship the Temptress (demo)
- 2000 – Party in Hell (demo)

Album med Asmodina
- 1991 – Your Hidden Fear (demo)
- 1994 – The Story of The True Human Personality (demo)
- 1996 – Promo (utan titel)
- 1997 – Inferno